# William Orthwein
William Robert Orthwein (* 16. Oktober 1881 in St. Louis; † 2. Oktober 1955 ebenda; auch Bill Orthwein genannt) war ein US-amerikanischer Schwimmer, Wasserballspieler und Anwalt.

## Karriere
Orthwein nahm 1904 an den Olympischen Spielen in St. Louis teil. In der Individualdisziplin über 100 Yards Rücken erreichte er den vierten Rang. Auch für den Wettkampf über 50 Yards Freistil war der US-Amerikaner gemeldet, trat aber nicht an. Im Mannschaftswettbewerb über 4 × 50 Yards Freistil gewann er mit der Staffel vom Missouri Athletic Club Bronze. Mit dem Team des Missouri Athletic Club nahm er außerdem am Wettbewerb im Wasserball teil. Auch hier sicherte sich die Mannschaft Bronze.
Orthwein studierte an der Yale University und der Washington University School of Law. Später arbeitete er als Rechtsanwalt und kandidierte 1948 für die Republikaner für den Posten des Gouverneurs von Missouri.